# 오민규
오민규(2001년 2월 16일 ~ )는 대한민국의 축구 선수로, 포지션은 윙어이다. 현 K리그1 FC 서울 소속이다.

## 클럽 경력
오민규는 FC 서울의 산하 유소년 팀인 오산고등학교 출신이다.
K리그1 2020 시즌을 앞두고, FC 서울과 계약을 체결하며, 프로에 직행하였다.
2021시즌을 앞두고 K4리그의 양평 FC로 임대 이적하였다.